# حرب العصابات (كتاب)
كتاب حرب العصابات (بالإسبانية: La Guerra de Guerrillas)‏ من تأليف الثوري الماركسي تشي جيفارا والذي بدأ بكتابته مباشرة بعد نجاح الثورة الكوبية وتم نشره في عام 1961 سرعان ما نال الكتاب قيمة علمية مرجعية لكل ثوار ومحاربي حرب العصابات في مختلف الدول حول العالم. كان هدف غيفارا منه أن يكون مرجع عملي علمي لحرب العصابات لكل الحركات الثورية في أمريكا اللاتينية وأفريقيا وآسيا، مفصلاً فيه نظرية فوكو - الفوكوية - وشارحها، لكن الكتاب درس أيضاً من قبل رجال الثورات المضادة وخامدي الثورات. وواضعاً فيه نظريته الشهيرة بأن حرب العصابات لا يصلح استعمالها إلا ضد الأنظمة الديكتاتورية مستثني من هذا عمليات التحرر السياسي وإحقاق الحقوق المدنية من أي حرب عصابية أو حركات ثورية عنفية أو مسلحة. أهدى غيفارا الكتاب إلى رفيق دربه ورفيقه في السلاح الرفيق كاميلو سيينفيغوس لمراجعته والتعليق عليه إلا أن القدر شاء بتوفي كاميلو في حادثة المحيط الأطلسي ووفاته فيه.